# Jan Feindt
Jan Feindt  (* 1975 in Lüneburg) ist ein deutscher Illustrator und Comiczeichner.

## Karriere
Feindt studierte in Hamburg und Tel Aviv, wo er 2002 zu den Gründungsmitgliedern der Dimona Comix Group zählte. Er verließ die Gruppe Anfang 2003, als er zurück nach Deutschland ging. Er veröffentlichte unter anderem im Moga-Mobo-Magazin und beschäftigte sich weiter mit der Situation in Israel. Mit seiner Arbeit für den Band Cargo: Comicreportagen aus Israel – Deutschland (2005), der auf Initiative von Jens Harder und dem Goethe-Institut Tel-Aviv entstand, hatte er sein Debüt im Bereich Comic-Journalismus. Sein Beitrag thematisierte vor allem das Leben von Beduinenfrauen in der Negev und ihre rechtliche Stellung. Seine Illustrationen erschienen unter anderem auch in der New York Times oder dem Wall Street Journal.
Feindt gehörte zu den Künstlern der Illustrative, auf deren Ausstellungen 2007 und 2008 seine Bilder zu sehen waren. Er ist verheiratet und hat zwei Kinder. Er lebt und arbeitet in Berlin.
2014 begann Feindt eine Kooperation mit dem investigativen Journalisten David Schraven, dessen Recherchen zu neonazistischen Strukturen in Dortmund von Feindt zeichnerisch zum gemeinsamen Comic WEISSE WÖLFE umgesetzt wurden. Das Buch wurde später mit dem Deutschen Reporterpreis 2015 in der Kategorie „Innovation“ ausgezeichnet.

## Auszeichnungen
- Deutscher Reporterpreis 2015 (Kategorie „Innovation“) für "Weisse Wölfe" mit David Schraven und Vincent Burmeister

## Comics und Illustration
- Dimona – An Israeli Comix Anthology 1. Dimona Comix, 2003
- Cargo: Comicreportagen aus Israel – Deutschland. Avant, 2005[8]
- Tel Aviv Berlin – Ein Reisebuch. Avant Verlag, 2005  (mit Rutu Modan, Shelly Duvilanski, Yirmi Pinkus, Anke Feuchtenberger, Mira Friedmann, Itzik Rennert, Batia Kolton und Henning Wagenbreth)
- Tiefsee: Von Schwarzen Rauchern und blinkenden Fischen. Mareverlag, 2010 (Illustration. Autor: Dagmar Röhrlich)[9]
- WEISSE WÖLFE. Correct!v, 2014 (Autor: David Schraven)